# 2025년 7월 두 국가 해법 회의
두 국가 해법 이행을 위한 국제 회의가 2025년 7월 28일부터 30일까지 뉴욕에서 열렸다. 이 회의는 2024년 12월 157대 7로 채택된 유엔 총회 결의안에 따라 승인되었다.
이 회의는 원래 6월 17일부터 20일까지 예정되었으나, 이란-이스라엘 전쟁으로 인해 연기되었다. 이 회의는 하마스의 군축, 인질 석방, 팔레스타인 자치 정부의 개혁, 그리고 두 국가 해법을 포함한 분쟁 후 계획을 다루는 광범위하게 지지받는 국제적 틀을 개발하는 것을 목표로 했다.
이 회의는 주권 팔레스타인 건국을 위한 15개월 계획을 구상하는 선언문을 채택했다. 프랑스, 영국, 몰타, 캐나다는 2025년 9월까지 팔레스타인을 승인할 의사를 밝혔다. 팔레스타인 국가 건설에 대한 후속 정상회담은 2025년 9월에 개최될 예정이다.

## 배경
2024년 9월 27일, 뉴욕에서 열린 제79차 유엔 총회 부대 장관급 회의에서 사우디아라비아 외교부 장관 파이살 빈 파르한 알 사우드는 두 국가 해법 이행을 위한 "글로벌 동맹"을 출범시켰다. 2024년 12월 4일, 유엔 총회는 팔레스타인 국가 건설을 비가역적으로 진전시키기 위한 최고 수준의 국제 회의를 6월 2일부터 4일까지 개최할 것을 요구하는 결의안을 채택했다. 이에 앞서 5월에 준비 회의가 예정되었다.
5월 24일 파리에서 장노엘 바로 외교부 장관은 사우디아라비아, 이집트, 요르단 외교부 장관들을 초청하여 회의 준비를 위한 실무 회의를 개최했다. 인도네시아 방문 중 에마뉘엘 마크롱 프랑스 대통령은 정치적 해결만이 평화를 회복하고 장기적인 재건을 지원할 수 있다고 강조했다.
6월 3일, 장노엘 바로 프랑스 외교부 장관은 프랑스가 "유엔 후원 아래 국제 회의 개최를 지원하는 역할을 다하고 있다"고 발표했다. 그는 파리가 정상회담이 야심차고 구체적인 결과를 도출하도록 노력하고 있다고 덧붙였다.
2025년 6월 9일, 마흐무드 압바스 팔레스타인 대통령은 마크롱 대통령과 사우디 왕세자 무함마드 빈 살만 알사우드에게 서한을 보내 10월 7일 하마스의 행동을 비난했다. 그는 또한 하마스의 군축을 지지하며 이 운동이 가자 지구의 통치에서 아무런 역할도 해서는 안 된다고 밝혔다. 그는 또한 팔레스타인 자치 정부를 개혁하고 1년 안에 선거를 치르겠다고 약속했으며, 아랍 및 국제군이 가자에 배치되어 안보 상황을 안정화할 것을 초청했다. 2025년 6월 11일, 도널드 트럼프 2기 행정부는 각국에 회의에 참석하지 말 것을 요구했으며, 이스라엘에 적대적인 것으로 간주되는 조치가 취해질 경우 외교적 결과가 있을 수 있다고 경고했다. 이 메시지는 미국이 팔레스타인 국가에 대한 어떠한 일방적인 승인에도 반대한다는 점을 강조했다.

### 팔레스타인 승인 계획

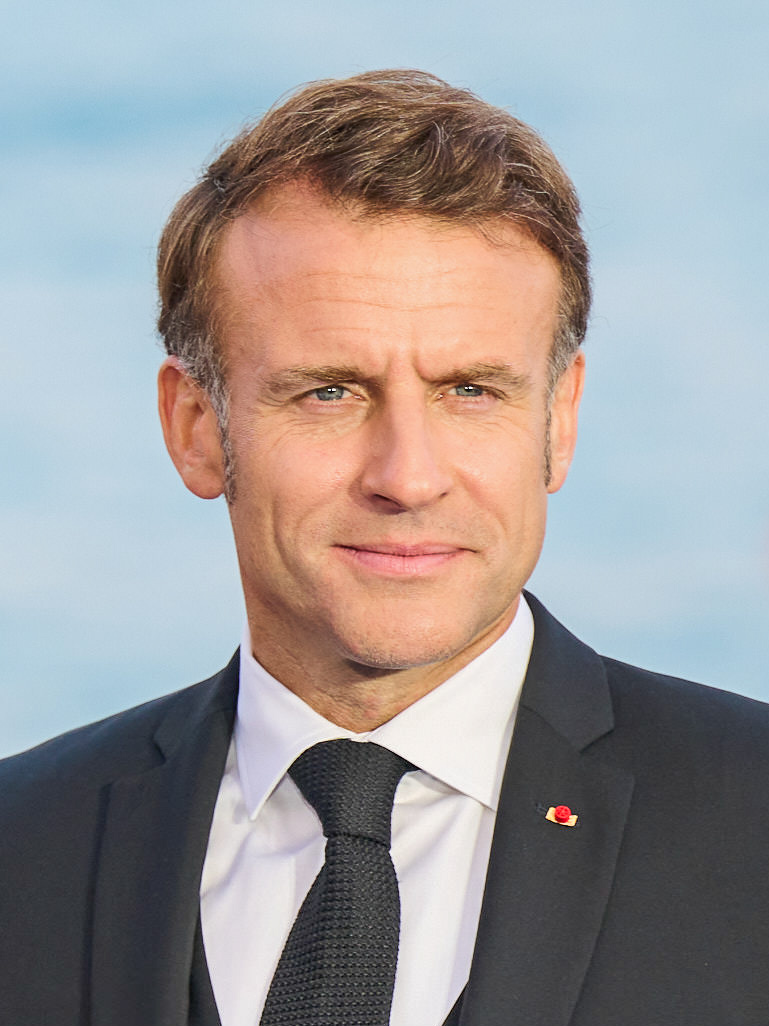
2025년 7월, 에마뉘엘 마크롱 프랑스 대통령(사진)은 프랑스가 팔레스타인을 승인할 것이라고 발표했다. 회의를 앞두고 프랑스는 여러 서방 동맹국들에게 팔레스타인 국가 승인에 동참할 것을 설득했다.

당초 연기되기 전, 이 회의의 원래 목적은 팔레스타인 국가의 추가 승인을 얻는 것이었다. 회의 당시 193개 유엔 회원국 중 147개국(76%)이 팔레스타인 국가를 승인했다. 회의를 보이콧한 이스라엘은 미국과 함께 팔레스타인 국가 건설에 반대하며, AP 통신에 따르면 "이스라엘이 전반적인 통제권을 유지하고 이스라엘인이 팔레스타인인보다 완전한 권리를 갖는 현상 유지를 선호한다"고 밝혔다.
2025년 5월, 마크롱 대통령은 팔레스타인 국가 승인을 회의 중에 고려할 수 있다고 제안했다. 이스라엘은 마크롱 대통령의 승인 제안을 거부하며, 승인과 회의 자체가 하마스에 대한 보상이 될 것이라고 밝혔다. 바로 외교부 장관은 네타냐후 총리에게 2009년 두 국가 해법을 지지했던 자신의 발언을 재고할 것을 촉구하며 이에 대응했다. 2025년 7월 24일, 회의 직전, 마크롱 대통령은 제80차 유엔 총회와 연계하여 열리는 행사에서 프랑스가 팔레스타인을 공식적으로 승인할 것이라고 발표했다.
로버트 아벨라 몰타 총리는 처음에 몰타가 회의 후 팔레스타인을 승인할 것이라고 발표했으나, 이 결정은 나중에 연기되었다. 2025년 6월, NPR 특파원 다니엘 에스트린은 벨기에, 룩셈부르크, 크로아티아, 그리스가 회의 중에 승인을 확대할 것으로 예상된다고 보도했다. 폴리티코에 따르면 프랑스는 네덜란드와 영국도 팔레스타인을 승인하도록 설득했다.

## 회의

### 팔레스타인 승인 지지
회의 둘째 날, 영국은 가자 전쟁에서 이스라엘이 휴전에 동의하고 요르단강 서안 지구를 합병하지 않는 한 9월에 팔레스타인을 승인할 것이라고 발표했다. 몰타 또한 9월 유엔 총회에서 팔레스타인을 승인할 것이라고 발표했다. 그러나 예루살렘 포스트는 일본, 싱가포르, 대한민국, 오스트레일리아 등 다른 국가들이 팔레스타인 승인을 거부하면서 팔레스타인 국가 건설을 위한 프랑스의 노력이 실패했다고 보도했다.
7월 29일 늦게, "뉴욕 선언"이라는 제목의 공동 성명이 15개국에 의해 공동 서명되었다. 이 성명은 팔레스타인 승인을 "두 국가 해법을 향한 필수적인 단계"라고 언급하며, 향후 몇 달 안에 여러 다른 국가들이 팔레스타인을 승인할 수 있다고 시사했다. 성명 발표 후, 룩셈부르크는 9월에 팔레스타인을 승인할 것에 대해 "현재 긍정적으로 기울고 있다"고 발표했다. 캐나다는 팔레스타인이 비무장화되고 팔레스타인 자치 정부가 하마스 없이 2026년에 민주적 선거를 치르는 조건으로 9월에 팔레스타인을 승인할 것이라고 발표했다. 호주와 뉴질랜드는 팔레스타인 즉시 승인을 거부했다.
팔레스타인 국가 건설에 대한 후속 정상회담은 2025년 9월 22일에 정부 및 국가 원수들이 참석한 가운데 개최될 예정이다.

### 뉴욕 선언
회의에서 7페이지 분량의 "뉴욕 선언"이 발표되었으며, 비무장화된 주권 팔레스타인을 위한 15개월 단계별 계획이 제시되었다. 이 계획에는 팔레스타인 자치 정부가 팔레스타인을 통치하고, 과도기 동안 팔레스타인인들에게 안보를 제공하기 위한 임시 유엔 평화 유지 임무를 수립하는 것이 포함된다. 이 선언은 각국에 팔레스타인을 승인할 것을 권장하며, 10월 7일 공격을 비난하고, "[하마스]에 대한 아랍 국가들의 첫 번째 비난"을 표명한다.
이 선언은 회의 결과의 이행을 보장하기 위해 지속적이고 구속력 있는 후속 조치를 통해 모든 필요한 메커니즘을 개발하고 감독할 책임이 있는 전문 위원회를 설립한다. 이 위원회는 19개국으로 구성되며 프랑스와 사우디아라비아가 공동 의장을 맡는다. 이 위원회에는 이 회의에서 파생된 8개 소위원회의 17명 위원장이 포함된다.
뉴욕 선언은 다음 순서로 지지되었다.
- 프랑스
- 사우디아라비아
- 브라질
- 캐나다
- 이집트
- 인도네시아
- 아일랜드
- 이탈리아
- 일본
- 요르단
- 멕시코
- 노르웨이
- 카타르
- 세네갈
- 스페인
- 튀르키예
- 영국
- 유럽 연합
- 아랍 연맹

## 반응
회의 개막일에 미국 국무부는 회의를 비생산적이고 시기 부적절하다고 비난하는 성명을 발표했다. 성명은 회의가 평화를 진전시키지 않고 오히려 전쟁을 연장하며, 하마스의 파괴적인 행동을 보상하여 장기적인 평화를 달성하기 위한 진정한 노력을 약화시킬 것이라고 주장했다.
2025년 7월 30일, 이스라엘 크네세트 의장 아미르 오하나는 제네바에서 열린 국제 의회 연맹 연설에서 팔레스타인 국가가 런던이나 파리에서 설립될 수 있다고 밝혔다.

## 같이 보기
- 팔레스타인 194
- 팔레스타인의 국제적 승인

## 참조

### 내용주
1. ↑  이 성명에는 팔레스타인을 승인한 5개국(아이슬란드, 아일랜드, 노르웨이, 슬로베니아, 스페인), 팔레스타인 승인을 임박했다고 발표한 2개국(프랑스, 몰타), 그리고 팔레스타인을 승인하지 않은 8개국(안도라, 오스트레일리아, 캐나다, 핀란드, 룩셈부르크, 뉴질랜드, 포르투갈, 산마리노)이 서명했다.